# Oyster Bay (hrabstwo Nassau)
Oyster Bay – jednostka osadnicza w Stanach Zjednoczonych, w stanie Nowy Jork, w hrabstwie Nassau.